# Kahun (Kaski)

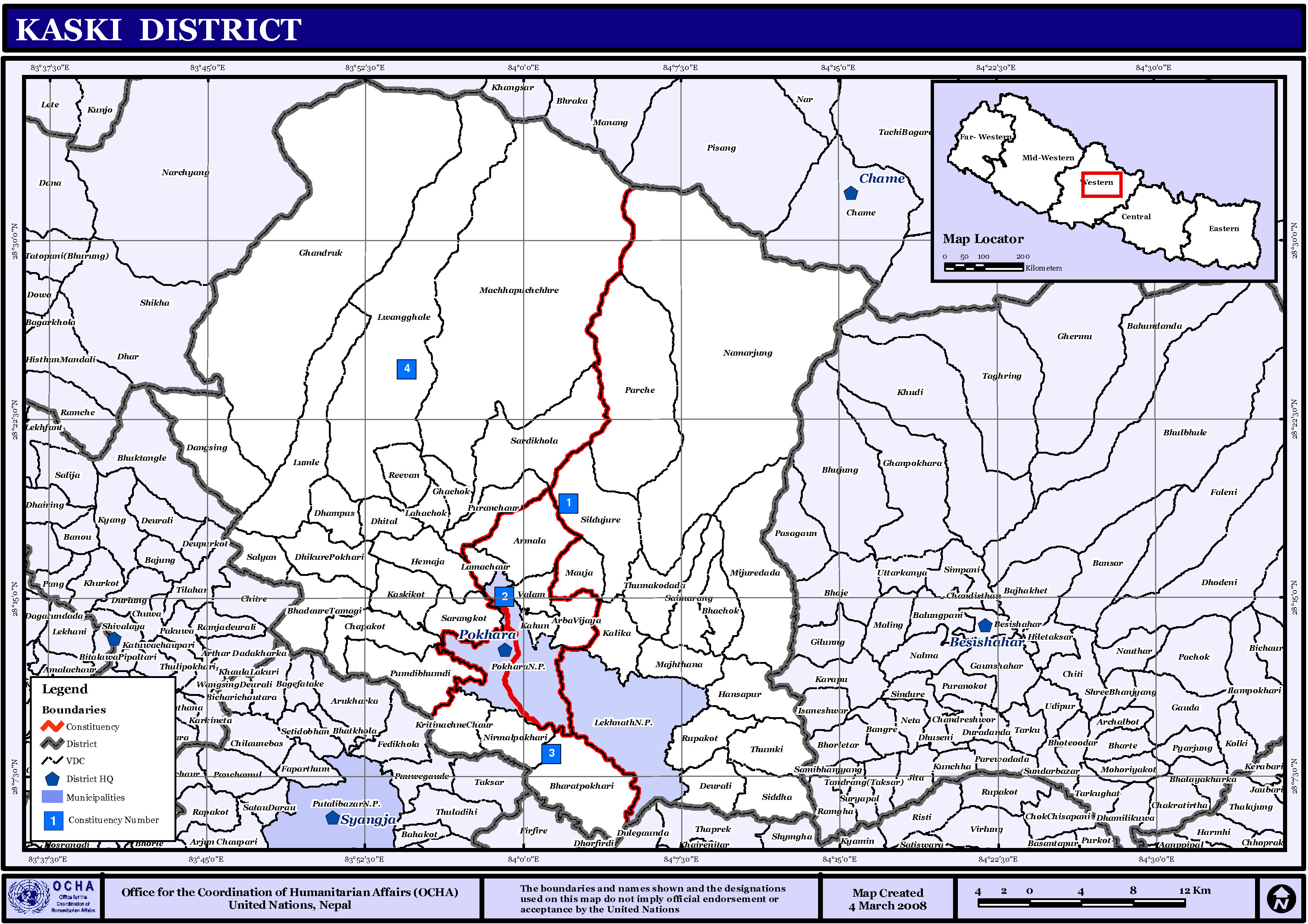
Lage des ehemaligen VDC Kahun

Kahun (Nepali काहुँ) ist ein ehemaliges Village Development Committee (VDC) im Distrikt Kaski der Verwaltungszone Gandaki in Zentral-Nepal.
Kahun wurde 2014 der angrenzenden Stadt Pokhara eingegliedert.
Kahun bildet einen ländlichen Bereich auf einem bis zu 1400 m hohen südlichen Ausläufer des Annapurna Himal. Das VDC liegt östlich oberhalb der Stadt Pokhara.

## Einwohner
Das VDC Kahun hatte bei der Volkszählung 2011 2378 Einwohner (davon 1119 männlich) in 574 Haushalten.